# Juan Carlos González (Fußballspieler, 1968)
Juan Carlos González Izurieta (* 13. November 1968 in Santiago) ist ein ehemaliger chilenischer Fußballspieler. Der Innenverteidiger absolvierte zehn Länderspiele und wurde auf Vereinsebene drei Mal chilenischer Meister.

## Karriere

### Verein
Schon in jungen Jahren schloss sich Juan Carlos González Unión Española an und debütierte beim Klub spanischer Einwanderer 1989. In seiner Zeit bis 1995 wurde er zwei Mal Pokalsieger und kam bei der Copa Libertadores 1994 ins Viertelfinale. 1996 lehnte der Verteidiger ein Angebot von CD Universidad Católica ab und wechselte zu Rekordmeister CSD Colo-Colo. Bei den Albos bildete er zusammen mit Pedro Reyes die Innenverteidigung als Basis für die zwei Meisterschaften 1996 und Clausura 1997 sowie den Pokalsieg 1996. Beim Titelgewinn 1998 kämpfte González mit einigen Verletzungen, so dass er nur 14 Saisonspiele in der Liga bestritt. 2001 beendete der Defensivakteur seine Karriere, da er sich von den Verletzungen nicht mehr vollständig erholte.

### Nationalmannschaft
Juan Carlos González debütierte im September 1993 für die chilenische Nationalmannschaft beim Freundschaftsspiel gegen Spanien. Neben Freundschaftsspielen lief der Abwehrspieler auch in fünf Qualifikationsspielen zur Weltmeisterschaft 1998 auf. Die La Roja qualifizierte sich für das Turnier in Frankreich, jedoch blieb González aufgrund eines Streits zwischen dem chilenischen Verband ANFP und seinem Verein CSD Colo-Colo außen vor. Für González war das Qualifikationsspiel im Juni 1997 gegen Ecuador das zehnte und letzte Spiel im Nationaltrikot.

## Erfolge
Unión Española
- Chilenischer Pokalsieger: 1992, 1993

Colo-Colo
- Chilenischer Meister: 1996, 1997-C, 1998
- Chilenischer Pokalsieger: 1996